# Daniela Alvarado
Daniela Alvarado  (Caracas, Venezuela, 1981. október 23. –) venezuelai színésznő, énekesnő.

## Élete
Daniela Alvarado 1981. október 23-án született Caracasban. Szülei Daniel Alvarado és Carmen Júlia Álvarez színészek. 6 testvére van. Karrierjét 1987-ben kezdte. 2002-ben főszerepet játszott a Juana la Virgen című sorozatban Ricardo Álamo partnereként. 2009-ben az Un esposo para Estela című telenovellában játszott főszerepet Luis Gerónimo Abreu mellett.

## Filmográfia

### Telenovellák
| Év   | Cím                           | Szerep                           |
| ---- | ----------------------------- | -------------------------------- |
| 2012 | Mi ex me tiene ganas          | Pilar La Roca Garcia             |
| 2010 | La mujer perfecta             | Önmaga                           |
| 2009 | Un esposo para Estela         | Estela Margarita Morales Estévez |
| 2006 | Voltea pa' que te enamores    | Dileidy María López              |
| 2006 | Mujer de mundo                |                                  |
| 2005 | Se solicita príncipe azul     | María Corina Palmieri            |
| 2003 | La Invasora                   | Mariana del Carmen Guerra        |
| 2002 | Juana la virgen               | Juana Pérez                      |
| 2000 | Angelica pecado               | Angélica Rodríguez               |
| 2000 | Mariú                         | Maria Eugenia Sampedro           |
| 1999 | Mujercitas                    | Jo                               |
| 1997 | A todo corazón                | Melissa                          |
| 1997 | María de los Ángeles          |                                  |
| 1996 | La inolvidable                | Virginia Calcaño                 |
| 1995 | Amores de fin de siglo        |                                  |
| 1993 | El Paseo de la gracia de Dios |                                  |
| 1992 | Divina obsesión               |                                  |
| 1991 | La mujer prohibida            | Martica Gallardo                 |
| 1989 | La revancha                   | Gabriela                         |

### Filmek
- 2012: Azul y no tan rosa
- 2010: Taita Boves
- 2008: El enemigo
- 2007: Una abuela virgen
- 2007: 13 segundos
- 2004: Punto y raya
- 1997: Salserín
- 1993: La Isla de Los Tigritos
- 1987: Macu: La mujer del policía